# Burgwindheim
Burgwindheim – gmina targowa w Niemczech, w kraju związkowym Bawaria, w rejencji Górna Frankonia, w regionie Oberfranken-West, w powiecie Bamberg, wchodzi w skład wspólnoty administracyjnej Ebrach. Leży w Steigerwaldzie, około 25 km na południowy zachód od Bambergu, nad rzeką Mittlere Ebrach, przy drodze B22 i linii kolejowej Ebrach – Strullendorf – Bamberg.

## Dzielnice
W skład gminy wchodzą następujące dzielnice: Kötsch, Untersteinach, Unterweiler i Burgwindheim.

## Demografia
| Rok  | Liczba mieszk. |
| ---- | -------------- |
| 1970 | 1.375          |
| 1987 | 1.350          |
| 2000 | 1.445          |
| 2006 | 1.435          |

## Oświata
(stan na 1999)

W gminie znajduje się 50 miejsc przedszkolnych (z 53 dziećmi) oraz szkoła podstawowa (6 nauczycieli, 144 uczniów).